# Іспанська соціалістична робітнича партія
Іспанська соціалістична робітнича партія (скор. ІСРП; ісп. Partido Socialista Obrero Español; скор. ісп. PSOE) — політична партія Іспанії, заснована 2 травня 1879 року Пабло Іглесіасом. Є членом Європейської соціалістичної партії і Соціалістичного інтернаціоналу.
Основними поворотними точками у політичному та ідеологічному розвитку партії зіграли вибори 1982 і 2004 років, вигравши які партія приходила до влади і формувала уряд Іспанії. У 1999—2004 та 2011—2018 роках перебувала в опозиції. Партія посіла перше місце на парламентських виборах 2019 року. Її Генеральний секретар Педро Санчес став прем'єром 2 червня 2018 року після винесення вотуму недовіри попередньому міністру, представнику Народної партії Маріано Рахою.

## Ідеологія
ІСРП створено з метою представляти інтереси робітничого класу, для чого планувалося прийти до влади і побудувати соціалізм марксистської моделі. У 1979 році партія відмовилася від ідей марксизму. Наразі партія ідеологічно перебуває серед європейських соціал-демократичних партій.

## Вибори 2004 року
На парламентських виборах 14 березня 2004 ІСРП здобула переконливу перемогу. Вона отримала 42,6 % (11 мільйонів) голосів виборців — на 3 млн більше, ніж у 2000 році: 164 місця з 350 у конгресі депутатів проти 148 у Народної Партії. За результатами виборів 43-річний Хосе Луїс Родрігес Сапатеро сформував однопартійний уряд. Він став п'ятим головою уряду у постфранкістський період і першим, хто зайняв цей пост з першої спроби.

## Структура і організація
ІСРП діє на території всієї Іспанії. На даний час партія налічує близько 460 000 членів (дані XXXVI Федерального конгресу), що входять у різні федерації та об'єднання партії. Серед них найвпливовішими і численними є: Андалусії (PSOE-A), Каталонії (Partit dels Socialistes de Catalunya) і Валенсії (PSPV-PSOE).

### Федеральна організація: Федеральний з'їзд
Вищим органом партії є федеральний з'їзд (Congreso Federal) — збори делегатів, які обирають генерального секретаря і федеральну виконавчу комісію (Comisión Ejecutiva Federal). На з'їзді визначаються програма партії, найважливіші завдання і директиви, якими керуватиметься партія до наступного з'їзду.
На з'їзд збираються представники федерацій автономних співтовариств (за винятком Каталонії, у якій PSC є незалежною від ІСРП партією), об'єднань Сеути і Мелільї, європейської федерації і територіальних об'єднань партії в Америці. Також в з'їзді беруть участь молодіжна організація «Соціалістична молодь» (ісп. Juventudes Socialistas), рух Izquierda Socialista і Федерація прогресивних жінок (ісп. Federación de Mujeres Progresistas).

### Федеральна виконавча комісія і федеральний комітет
Головним федеральним органом партії після з'їзду є федеральний комітет (ісп. Comité Federal), внутрішній парламент, який визначає політику партії, контролює діяльність Федеральної виконавчої комісії (ісп. Comisión Ejecutiva Federal (CEF)), затверджує національні виборчі списки, а також обирає кандидата у голови уряду, шляхом скликання Федерального конгресу, політичній конференції або проведення виборів для визначення кандидата («первинні» вибори). Федеральний комітет збирається тричі на рік.
Федеральна виконавча комісія є федеральним керівним органом партії. Вона складається з голови (ісп. presidente), генерального секретаря (ісп. secretario general) (дійсний лідер партії), Організаційного секретаріату (ісп. Secretaría de Organización), 11 галузевих секретаріатів (ісп. secretarías de área) і 18 виконавчих (ісп. secretarías ejecutivas). Серед її завдань виділяється конкретизація стратегії та дії з розвитку партії і координації різних структур PSOE (парламентські групи, партійні органи, федерації та ін.) Комісія збирається раз на 15 днів.

### Федерації партії
Кожна федерація PSOE організується автономно. У кожному автономному співтоваристві і автономному місті є федерація PSOE. Крім того, за межами Іспанії, в Європі існує регіональна федерація PSOE, яка представляє інтереси іспанських резидентів у цьому регіоні. На регіональних конгресах обирається керівництво федерації, яке називається Виконавча комісія (ісп. Comisión Ejecutiva), Регіональна виконавча комісія (ісп. Comisión Ejecutiva Regional) або Національна виконавча комісія (ісп. Comisión Ejecutiva Nacional).

### Фонди
Як і більшість великих іспанських партій ІСРП розпорядженні різними фондами.
- Фонд Хайме Віри. Створено у 1984 році, його діяльність спрямована на освіту серед дорослих та дослідження в області соціології, політики і економіки.
- Фонд Пабло Іглесіаса. Займається збереженням і поширенням історичної інформації і соціалістичної думки.
- Фонд Рамона Рубіаля. Спрямований на підтримку та захист іспанців за кордоном, а також дослідження з приводу їх положенню.
- Фонд Система. Публікує аналітичні журнал и, такі як «Система» (ісп. Sistema, спеціалізується на соціології) і «Теми для обговорення» (ісп. Temas para el Debate, аналіз і політичні роздуми). Також займається вивченням і публікаціями досліджень і монографій на різні теми.
- Міжнародна солідарність. Неурядова організація, яка концентрує свою діяльність у Латинській Америці, Середземномор'ї і Африці.

## Визначні історичні члени партії
- Хуліан Бестейро (Julián Besteiro)
- Фернандо де лос Ріос (Fernando de los Ríos)
- Феліпе Гонсалес Маркес (Felipe González Márquez)
- Альфонсо Герра (Alfonso Guerra)
- Пабло Іглесіас Поссе (Pablo Iglesias Posse)
- Томас Меабе (Tomás Meabe)
- Хуан Негрін (Juan Negrín)
- Франсиско Ларго Кабальєро (Francisco Largo Caballero)
- Родольфо Льопіс (Rodolfo Llopis)
- Індалесіо Прієто (Indalecio Prieto)
- Рамон Рубіаль (Ramón Rubial)
- Хайме Віра (Jaime Vera)
- Факундо Пересагуа
- Олена Валенсіано